# Устър (окръг, Мериленд)
Вижте пояснителната страница за други значения на Устър.
Окръг Устър (на английски: Worcester County) е окръг в щата Мериленд, Съединени американски щати. Площта му е 1800 km², а населението – 51 444 души (2016). Административен център е град Сноу Хил (в превод Снежен хълм).